# Интернет на Филиппинах

Распространенность Интернета по странам мира (численность пользователей по отношению к численности населения), 2012

Интернет на Филиппинах появился в 1994 году. По состоянию на 30 сентября 2011 года, в стране более 30 миллионов пользователей Интернета (33 % от общей численности населения). Домен верхнего уровня — .ph.

## История
Доступ к Интернету на Филиппинах начался с марта 1994 года, когда Philippine Network Foundation (PHNet) организовала с помощью компании Sprint Nextel соединение со скоростью 64 кбит/с.
В 1995 году на Филиппинах был принят Закон о государственных телекоммуникациях, который сыграл большую роль в развитии Интернета в стране. Этот закон установил правила доступа в Интернет и регистрации компаний — Интернет-провайдеров. Однако развитию Интернета на Филиппинах препятствовали многие факторы, включая неравномерное распределение интернет-инфраструктуры на территории страны, её стоимость и коррупция в правительстве.
В 2012 году на Филиппинах был принят национальный закон о  борьбе с киберпреступностью, впоследствии получивший название «Закон № 10175», установивший уголовную ответственность за киберсквоттинг, киберсекс, распространение детской порнографии, воровство персональных данных, незаконный доступ к данным и диффамацию. Закон № 10175 был подвергнут критике со стороны общественности, и в Верховный суд Филиппин было подано несколько исков, ставящих под сомнение соответствие этого закона Конституции страны. Верховный суд вердиктом от 9 октября 2012 года приостановил вступление в силу этого закона на 120 дней.

## Пользователи Интернета на Филиппинах

Карта распространения браузеров в мире. На Филиппинах 58,83 % пользователей Интернета используют Google Chrome, 28,55 % — Firefox, 7,36 % — Internet Explorer, 3,51 % — Safari.

Согласно отчёту исследовательской компании AGB Nielsen Philippines , в 2011 году:
- Имели доступ в Интернет 33 % филиппинцев, что на пять процентных пунктов ниже показателя для Юго-Восточной Азии в среднем (38 %);
- В возрастной страте от 15 до 19 лет 65 % являются пользователями Интернета, в страте 20-29 лет — 48 %;
- Среди лиц в возрасте от 30 до 40 лет 24 % имеют доступ в интернет, от 40 до 50 лет — 13 %, и старше 50 лет — только 4 %;
- 52 % филиппинцев имели компьютер с высокоскоростным доступом в Интернет у себя дома;
- У большинства пользователей в возрасте 15-19 лет (74 %) основной точкой доступа в Интернет являются Интернет-кафе;
- Для большинства пользователей в возрасте 30 лет и старше основной точкой доступа в Интернет является домашний компьютер, а для пользователей в возрасте 50 лет и старше — 86 %;
- 24 % пользователей получают доступ в Интернет на ежедневной основе с помощью мобильного телефона, а 56 % намерены получать доступ в Интернет через мобильный телефон в ближайшие 12 месяцев.
- 67 % пользователей Интернета посещали сайты социальных сетей, используют электронную почту только 40 %;
- 61 % Интернет-пользователей на Филиппинах доверяют размещенным в Интернете оценкам потребительских товаров (это на 7 процентных пунктов выше среднего показателя по ЮВА);.
- Почти две трети филиппинцев (64 %) используют социальные сети в качестве источника для принятия решений о покупках.

## Доступность и качество доступа
На Филиппинах доступ в Интернет, как правило, осуществляется 2 путями: через кабель и DSL. Кабельный Интернет предлагается такими провайдерами как ZPDee Cable, Destiny Cable, Parasat «Cable21», Caceres «C3», Skyline «Cheetah», USATV1, Viacomm, Aeronet и KwikNET , которые, как правило, предоставляют доступ с 64 кбит/с, ComClark — начиная с 384 Кбит/с. PLDT, BayanTel, Globe Telecom и Eastern Telecom (ETPI) предоставляют DSL-доступ, начиная с 128 Кбит/с до 5 Мбит/с. Широкополосный доступ в Интернет также широко доступен в интернет-кафе и офисах компаний, особенно в крупных городах. Wi-Fi доступ в Интернет постепенно разворачивается в кафе, торговых центрах и крупных аэропортах по всей стране.
В 2005 году компания Smart Communications запустила «Smart Wi-Fi», который, вопреки своему названию, не использует Wi-Fi, а использует беспроводное подключение к Интернету через инфраструктуру мобильной связи. В апреле 2006 года этот сервис переименован в «Smart BRO».
Ведущие провайдеры:
- Destiny Cable[англ.] — первая филиппинская компания, предложившая широкополосный кабельный доступ в Интернет. Также предлагает услуги SDSL до 1,5 Мбит/с с высотных зданий.[7]
- BayanTel[англ.] предлагает ADSL от 768 кбит/с до 2,5 Мбит/с.[8] Также предоставляет кабельный доступ в Интернет от 64 кбит/с до 1 Мбит/с через ZPDee.[9] Sky Broadband cable также предлагает скорость до 112 Мбит/с.[10]
- ETPI предлагает SDSL от 256 кбит/с до 2 Мбит/с.[11]
- Globe Telecom[англ.] через свою дочернюю компанию Innove предлагает ADSL от 512 кбит/с до 4 Мбит/с.[12]
- PLDT предлагает ADSL от 384 кбит/с до 5 Мбит/с.[13]
- PT & T предлагает ADSL и SDSL от 384 кбит/с до 2 Мбит/с.[14]
- Smart Communications[англ.] предлагает беспроводную фиксированную широкополосную связь 384 кбит/с — 512 кбит/с и 4 Мбит/с для корпоративных линий.
- ComClark Network and Technology Corp предлагает кабельный доступ в Интернет под брендом SureStream, Wi-Fi под брендом Wireless Anywhere Metro и беспроводной широкополосный доступ под брендами Extreme Wireless, Instanet Prepaid Cards Pampanga Only и Fiber Optics.[15]
- Mozcom Communications предлагает различные услуги коммутируемого доступа, таких как карты Nitro.
- USATV1 Inc. предоставляет 1Мбит/с.
- Sun Cellular[англ.] предлагает беспроводной доступ в Интернет по технологии 3,5G до 2 Мбит/с, а также доступ с использованием USB-модема по всей стране.
- Wi-Tribe[англ.] предлагает WiMAX до 2 Мбит/с и 4 Мбит/с.